# クルト・グートツァイト

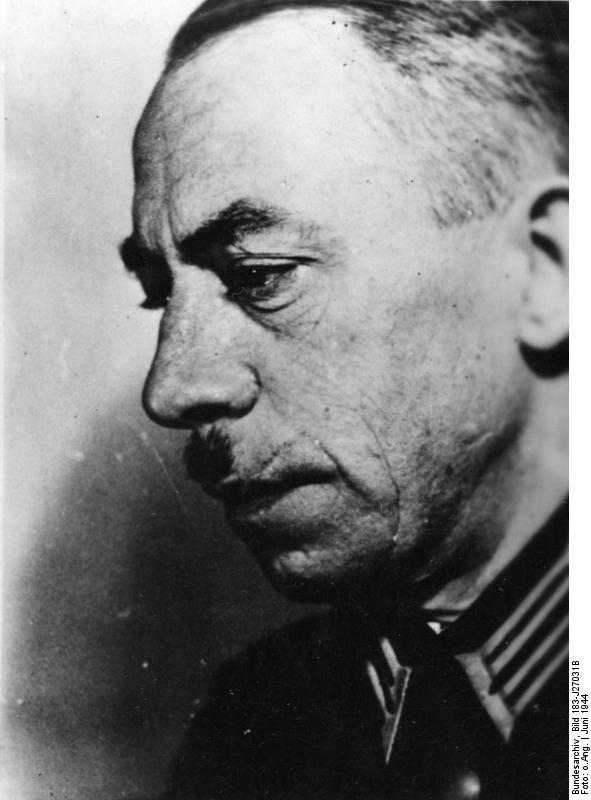
クルト・グートツァイト軍医大佐（1944年6月撮影）

ロベルト・ユリウス・クルト・グートツァイト（Robert Julius Kurt Gutzeit, 1893年6月2日 – 1957年10月28日）は、ドイツの内科医。ナチス・ドイツ時代にはブレスラウ大学で教授 (Professor) を務め、また肝炎治療に関する人体実験にも関与した。

## 経歴
1893年、ベルリンに生まれる。1923年、イェーナ大学にて教授資格 (Habilitation) を得て内科学の私講師として働く。1926年、ブレスラウ大学に私講師として雇われ、その後非常勤教授 (a.o. Professor) に任命されている。彼は胃腸専門医として有名で、感染症、肝臓疾患、胃鏡検査などが専門の研究分野だった。その他にも放射線医学、神経病理学、理学療法、栄養学、ヨウ素代謝、内分泌物および血液疾患に関する科学論文を発表している。1933年5月からフィルヒョウ病院に部局長 (Abteilungsdirektor) として勤務。1934年10月から内科学教授としてブレスラウ大学に勤務。1933年には親衛隊 (SS) に入隊し、1939年までに親衛隊大尉に昇進する。1937年、国家社会主義ドイツ労働者党（NSDAP, ナチ党）に入党し、国家社会主義ドイツ大学教員同盟にも参加した。1937年、ブレスラウ大学学長マルティン・シュテムラーがユダヤ人と結婚していた友人の外科医、カール・ハインリヒ・バウアーの採用を決定した折、グートツァイトはシュテムラーに対する非難を行なっている。
第二次世界大戦が始まると、グートツァイトは陸軍軍医総監内科学顧問および軍事医学大学校 (Militärärztlichen Akademie) の校長に就任する。また、ブレスラウ医学診療所 (Medizinische Klinik Breslau) の所長も兼任していた。これらの職にあわせて陸軍将校として軍医大佐 (Oberstarzt) の階級を得ており、1944年には予備役軍医少将 (Generalarzt der Reserve) に昇進している。1944年5月16日、剣付騎士戦功十字章を受章。グートツァイトはカール・ブラントの元に設置された科学諮問委員会にも委員として名を連ねていた。彼はドイツ国防軍将兵のうち、いわゆる「劣等な者」(minderwertige) を強制収容所へ送るべきだと主張する将校の1人だった。オイゲン・ハーゲンやアルノルト・ドーメンなどと共に肝炎研究を担当する医師団にも所属していた。また、彼は肝炎治療を研究する為、人為的に肝障害を引き起こす人体実験の手配も行なった。グートツァイトの助手ハンス・フェークト (Hans Voegt) はグートツァイトからの提案を受けて、人体から人体への肝炎移植の手術を実施し、この結果は医療雑誌『ミュンヘン週刊医療』(Münchner Medizinische Wochenschrift) にて発表された。1944年8月23日、グートツァイトは人体実験について同僚医師に対して次のように語ったという。

ギーセンにてドーメンに対して再び──今まで何度試みたのか覚えていないが──彼の「動物実験無気力」を振り払おうと試み、ついに最終的な解明に着手することとなった。愉快だよ、動物から人間までのステップというのは極めて重く難しいものだが、今や我々は後者を主とする段階にきているのだ。

## 敗戦後
敗戦後、グートツァイトは医者裁判に証人として呼び出され、自らは一切の起訴を受けなかった。1949年からバイロイトのサナトリウムに勤務し、1957年からはバート・ヴィルドゥンゲンで診療所を開業し自ら所長の座についた。1957年10月、バート・ヴィルドゥンゲンの病院で入浴中に心臓発作を起こして死去した。その直前にはマールブルク大学での名誉教授 (Honorarprofessor) の称号授与が決定していたものの、死去の為に実現しなかった。

## 代表的な著書
- 『胃鏡検査 第2巻』(Die Gastroskopie 2.) - Urban & Schwarzenberg, 1954年（ハインリヒ・ティトゲ（ドイツ語版）との共著）